# William Vanneck
William Vanneck (ur. 3 stycznia 1883 w Gatton, zm. 20 listopada 1969 w Hove) – brytyjski arystokrata i polityk, 5. baron Huntingfield (potocznie lord Huntingfield), członek Partii Konserwatywnej, w latach 1923–1929 członek Izby Gmin, od 1934 do 1939 gubernator Wiktorii. Był pierwszym w historii gubernatorem Wiktorii urodzonym na kontynencie australijskim.

## Życiorys

### Młodość i kariera parlamentarna
Urodził się na farmie w ówczesnej kolonii Queensland, jego ojciec był imigrantem z Anglii w pierwszym pokoleniu, matka urodziła się już w Australii. Decyzją swoich rodziców kształcił się w Anglii, po czym wstąpił do armii kolonialnej w Indiach. W 1914 został odesłany do Anglii z powodu złego stanu zdrowia. Nie służył w I wojnie światowej, ale formalnie opuścił wojsko dopiero w 1921, w stopniu kapitana.
W 1915 odziedziczył po swoim wuju tytuł barona Huntingfield. Tytuł ten zaliczany był do arystokracji irlandzkiej, co z jednej strony nie dawało jego posiadaczowi miejsca w Izbie Lordów, tak jak analogiczne godności angielskie, ale z drugiej strony nie stanowiło też przeszkody w kandydowaniu do Izby Gmin. W 1923 lord Huntingfield został posłem Partii Konserwatywnej, reprezentującym okręg wyborczy Eye w hrabstwie Suffolk. Jako deputowany do Izby Gmin był prywatnym sekretarzem parlamentarnym podsekretarza stanu w ministerstwie spraw wewnętrznych, a później pełnił analogiczną rolę wobec przewodniczącego Zarządu Handlu. W 1929 zrezygnował z ubiegania się o kolejną kadencję z uwagi na nie najlepszy stan zdrowia.

### Gubernator Wiktorii
W 1934 objął urząd gubernatora Wiktorii, który pozostawał celowo nieobsadzony przez poprzednie trzy lata. W warunkach wielkiego kryzysu wydawał on się znacznej części obywateli zbędnym, zresztą zgodnie z prawem stanowym obowiązki gubernatorskie mógł w zastępstwie wypełniać przewodniczący stanowego sądu najwyższego. Pod koniec 1933 uznano jednak, że zbliżające się obchody stulecia europejskiego osadnictwa w Wiktorii, których kulminacją miała być trwająca dwa miesiące wizyta księcia Gloucester, wymagają godnej oprawy, której przewodzić powinien pełnoprawny gubernator. Lord Huntingfield był znakomitym kandydatem, ponieważ z jednej strony cieszył się prestiżem brytyjskiego arystokraty i polityka, ale z drugiej miał w swojej biografii wyraźny rys australijski, co wychodziło naprzeciw oczekiwaniom środowisk nacjonalistycznych. W 1938 przez sześć miesięcy pełnił obowiązki gubernatora generalnego Australii. W 1939 jego kadencja dobiegła końca i powrócił do Anglii.

### Późniejsze życie i rodzina
W 1941 otrzymał nominację na gubernatora Rodezji Południowej, ale ostatecznie nie przyjął jej ze względów zdrowotnych. W 1943 owdowiał po raz pierwszy, a w 1953 po raz drugi. Zmarł w Hove w listopadzie 1969, przeżywszy 86 lat.
Jego pierwszą żoną była Margaret, z domu Crosby, z którą miał czworo dzieci. Najbardziej znany spośród nich był jego młodszy syn, Peter Vanneck, który w latach 1979–1989 był posłem do Parlamentu Europejskiego. Jego drugą żoną była Muriel Newton, wdowa po lordzie Eltisley.

## Odznaczenia
W 1934 otrzymał Order św. Michała i św. Jerzego klasy Rycerz Komandor, co było zwyczajowym wyróżnieniem dla ówczesnych gubernatorów australijskich stanów.